# Referendum in Islanda del 2012
Il 20 ottobre 2012 si è tenuto in Islanda un referendum costituzionale consultivo non vincolante. Agli elettori è stato chiesto se approvassero sei proposte incluse in una nuova bozza di costituzione elaborata dall'Assemblea costituzionale islandese. Tutte e sei le domande vennero approvate dagli elettori.

## Quesiti
Il referendum era composto da sei quesiti:
1. Vuoi che le proposte del Consiglio costituzionale costituiscano la base di un nuovo progetto di Costituzione?
2. Nella nuova Costituzione, vuoi che le risorse naturali che non sono di proprietà privata siano dichiarate proprietà nazionale?
3. Vorresti vedere disposizioni nella nuova Costituzione su una chiesa (nazionale) stabilita in Islanda?
4. Vorresti vedere una disposizione nella nuova Costituzione che autorizzi l'elezione di particolari individui all'Althing più di quanto non avvenga attualmente?
5. Vorresti vedere una disposizione nella nuova Costituzione che dia uguale peso ai voti espressi in tutte le parti del Paese?
6. Vorresti vedere una disposizione nella nuova Costituzione che stabilisca che una certa parte dell'elettorato è in grado di chiedere che le questioni siano sottoposte a referendum?

## Risultati
| Quesito                                      | Sì     | Sì   | No     | No   | bianche | nulle | Totale  | Elettori registrati | Votanti |
| Quesito                                      | voti   | %    | voti   | %    | bianche | nulle | Totale  | Elettori registrati | Votanti |
| -------------------------------------------- | ------ | ---- | ------ | ---- | ------- | ----- | ------- | ------------------- | ------- |
| 1                                            | 73.408 | 66,9 | 36.252 | 33.1 | 4.991   | 741   | 115.392 | 236.911             | 48,7    |
| 2                                            | 84.633 | 82,9 | 17.441 | 17.1 | 12.582  | 736   | 115.392 | 236.911             | 48,7    |
| 3                                            | 58.354 | 57,1 | 43.861 | 42,9 | 11.792  | 740   | 114.747 | 236.911             | 48,4    |
| 4                                            | 78,356 | 78,4 | 21.623 | 21.6 | 14.673  | 741   | 115.393 | 236.911             | 48,7    |
| 5                                            | 66.554 | 66.5 | 33.536 | 33,5 | 14.664  | 747   | 115,501 | 236.911             | 48,7    |
| 6                                            | 72.523 | 73.3 | 26.402 | 26,7 | 15.729  | 739   | 115.393 | 236.911             | 48,7    |
| Fonte: RÚV, Commissione elettorale nazionale |        |      |        |      |         |       |         |                     |         |